# NGC 7095
NGC 7095 é uma galáxia espiral (Sc) localizada na direcção da constelação de Octans. Possui uma declinação de -81° 31' 53" e uma ascensão recta de 21 horas, 52 minutos e 24,8 segundos.
A galáxia NGC 7095 foi descoberta em 21 de Setembro de 1837 por John Herschel.